# AVRO Service Salon
AVRO Service Salon was een middagprogramma met licht nieuws en wetenswaardigheden. In het bijzonder was het programma bestemd voor vrouwen die 's middags thuis waren. Het werd dan ook wel omschreven als het eerste tijdschrift op de televisie. Oorspronkelijk was het een programma van de AVRO, maar in 1992 werd het korte tijd door de AVRO, de KRO en de NCRV samen gemaakt.

## Geschiedenis in vogelvlucht
Het programma begon in 1985 op de vrijdagmiddag op Nederland 1 met Edwin Rutten als presentator. Samen met het culinaire gedeelte Telekeuken van Henk Molenberg vormde het een licht en luchtig geheel. Na het eerste seizoen verhuisde het programma naar de dinsdagmiddag en werd het presentatiestokje overgenomen door Catherine Keyl en Amanda Spoel, die bekend waren van de journalistieke programma's van de AVRO, waaronder Televizier en Opsporing Verzocht.
Vanaf begin 1989 werd het programma twee keer per week uitgezonden: op maandag- en donderdagmiddag op Nederland 2. De maandaguitzendingen presenteerden Keyl en Spoel met elkaar, de donderdaguitzendingen deden zij bij toerbeurt samen met Tineke de Groot. Een halfjaar later werd Keyl opgevolgd door Simone Wiegel.
Om beter te kunnen concurreren met De 5 Uur Show van RTL 4, gingen de Nederland 1-omroepen AVRO, KRO en NCRV in 1992 samen Service Salon maken. Zo konden ze net als de concurrent iedere werkdag uitzenden, met uitzondering van de dinsdag (de uitzenddag van de EO). Het presentatieteam werd uitgebreid met Karin de Groot (NCRV), Patrick van Mil (NCRV) en Mieke Lamers (KRO).
De samenwerking werd al na een halfjaar beëindigd wegens tegenvallende kijkcijfers en omdat de afzonderlijke omroepen hun identiteit te weinig in het programma terugzagen. De AVRO ging het programma weer alleen maken met Amanda Spoel en Simone Wiegel als presentatoren. Hoewel de kijkcijfers aantrokken, zou dit het laatste seizoen zijn. In de zomer van 1993 werd bekend dat Ria Bremer op het tijdstip van Service Salon voortaan Via Ria zou gaan presenteren.

## Presentatoren
Edwin Rutten, die bij het grote publiek vooral bekend is geworden als Ome Willem in De film van Ome Willem, heeft in zijn loopbaan twee luchtige middagprogramma's gepresenteerd. Zijn eerste was AVRO Service Salon in 1985 en in de jaren negentig was dat Goeiemiddag Nederland bij de NCRV. In dit programma introduceerde hij het jazz-zingend aankondigen van het programma, dit vanwege zijn achtergrond als jazzzanger.
Vanaf 1986 was Catherine Keyl de presentatrice van AVRO Service Salon. Zij vormde hierin een duo met Amanda Spoel. Keyl was bij de AVRO al bekend als journaliste van onder meer Televizier en Opsporing verzocht. Ze werkte drie jaar voor AVRO Service Salon, daarna maakte ze de overstap naar RTL 4, waar ze onder meer bij toerbeurt met Viola Holt De 5 Uur Show, een soortgelijk luchtig middagprogramma, presenteerde en eveneens een eigen talkshow kreeg. In 2007 is Keyl werkzaam voor de seniorenomroep MAX.
Naast Catherine Keyl was Amanda Spoel vanaf 1986 het gezicht van AVRO Service Salon. Ze was op dat moment bekend als verslaggeefster en presentatrice bij AVRO's Televizier Magazine. In tegenstelling tot Catherine Keyl ging Spoel na haar Service Salon-tijd niet verder als televisiepresentatrice, maar als journaliste achter de schermen. Ze werkte bij de AVRO voor de actualiteitenprogramma's Netwerk (1996-2004), TweeVandaag (2004-2007) en EénVandaag, alwaar ze reportages verzorgde.
Andermans Veren ·
Atlas ·
Babbelonië ·
BankGiro Loterij Restauratie ·
Blik op de weg ·
Bloedverwanten ·
Buitenhof** ·
Dag Juf, tot morgen ·
De Astronautjes ·
De Bereboot ·
De Brekers ·
De Droomshow ·
De Sleutels van Fort Boyard ·
De tiende van Tijl ·
De Troon ·
Die is de mol! ·
EenVandaag* ·
Een mens wil... ·
Eén van de acht ·
Expeditie Poolcirkel*** ·
Fort Boyard ·
Gouden Televizier-Ring Gala ·
Hoe heurt het eigenlijk? ·
In de hoofdrol ·
Join the Beat ·
Junior Eurovisiesongfestival ·
Junior Songfestival ·
Karel ·
Kinderprinsengrachtconcert ·
Koefnoen ·
Kom er maar eens achter ·
Lawaaipapegaai ·
Mag ik u kussen? ·
Mensen zoals jij en ik ·
Missers! ·
Nederland in Beweging!**** ·
Ontdek je plekje ·
Op de Bon ·
Op zoek naar Danny & Sandy ·
Op zoek naar Evita ·
Op zoek naar Joseph ·
Op zoek naar Maria ·
Op zoek naar Mary Poppins ·
Op zoek naar Zorro ·
Opium ·
Opsporing Verzocht ·
Prinsengrachtconcert ·
Service Salon ·
Sterrenjacht ·
Sterrenslag ·
Stuif es in ·
Telebingo ·
Televizier ·
The Phone ·
Toppop3 ·
Tussen Kunst & Kitsch ·
Vinger aan de Pols ·
We gaan nog niet naar huis ·
Wedden dat..? ·
Wie-kent-kwis ·
Wie is de Mol? ·
Wie is de Mol? Junior ·
Wordt Vervolgd
* In samenwerking met de TROS
** In samenwerking met VARA en VPRO
*** Dit programma is overgegaan naar RTL 5
**** Dit programma is overgegaan naar MAX